# Союз театральных деятелей Республики Коми
Союз театральных деятелей Республики Коми — общественная организация, объединяющая представителей театральных профессий Республики Коми. 

## Создание Коми отделения Союза театральных деятелей Российской Федерации
Коми отделение Всероссийского театрального общества (Союз театральных деятелей Российской Федерации) было создано в 1948 г.  и по началу объединило 54 человека. К тому времени в Республике Коми было 2 театра: в Воркуте – театр драмы, который открылся 1945 г., и в Сыктывкаре – театр драмы (в настоящее время - Государственный академический театр драмы им.В. Савина). В 1955 г. был создан Воркутинский театр кукол, в 1958 г. – Республиканский музыкальный театр в г. Сыктывкаре (в настоящее время – Государственный театр оперы и балета).

## Первый председатель правления Союза театральных деятелей РК – С.И. Ермолин
Первым Председателем Правления был актёр, поэт и драматург, народный артист Коми АССР, заслуженный артист РСФСР, Степан Иванович Ермолин. В 2007 г.  в целях увековечения его памяти учреждён Республиканский театральный конкурс, который носит имя С.И. Ермолина, а также была учреждена общественная премия его имени в области театрального искусства «Зарникодзув» («Золотая звезда»).

## Председатель Союза театральных деятелей РК с 1953 г. - П.А. Мысов
С 1953 по 1961 гг. Коми отделением ВТО руководил Пантелемон Ануфриевич Мысов – народный артист Коми АССР, заслуженный артист РФ, актёр и режиссёр; в годы войны он возглавлял Ухтинский филиал театра драмы.
Блистательный актёр, любимец публики, он был и замечательным организатором, дважды избирался депутатом Верховного Совета Коми АССР. В 40-50-е гг. прошлого века среди театральных деятелей Коми республики не было более популярного имени, чем имя П.А. Мысова. Авторитет его был огромен. Талантливый самородок, П.А. Мысов, прожил короткую, но яркую жизнь.

## Председатель Союза театральных деятелей РК с 1961 г. - И.И. Аврамов
С 1961 по 1985 гг. Председателем Правления отделения был актёр и режиссёр, лауреат Госпремии Коми АССР, первый народный артист СССР, Иван Иванович Аврамов. Он сыграл огромную роль в развитии театрального дела Республики Коми - это и повышение квалификации артистов, режиссёров, приглашение театральных деятелей из столичных театров, участие в лабораториях, семинарах и мастер-классах, постоянные творческие командировки.
В целях увековечения памяти Ивана Ивановича Аврамова Указом Главы РК N258 от 20.06.2001 г. была учреждена премия народного артиста СССР имени И.И. Аврамова в области театрального искусства.

## Председатель Союза театральных деятелей РК с 1986 г. - Г.П. Сидорова
В 1986 г. ВТО было преобразовано в творческий союз работников театра. Первым председателем СТД Республики Коми стала народная артистка СССР, лауреат Государственных премий Республики Коми, Глафира Петровна Сидорова. На её долю выпал один из самых трудных этапов жизни и деятельности СТД РСФСР и его отделений. Но неуёмная энергия Глафиры Петровны позволила ей и в это сложное время с честью выполнить непростые обязанности вожака театральных деятелей. Она добилась для СТД Коми отдельного помещения и транспорта; по её инициативе на средства СТД России для работников театров республики были выделены квартиры, при её содействии театр драмы имени В. Савина получил звание академического, театр музыкальной комедии стал театром оперы и балета, а в 1992 г. был создан Государственный театр фольклора, который теперь именуется Национальным музыкально-драматическим театром.

## Председатель Союза театральных деятелей РК с 2000 г. - Г.А. Микова
С 2000 г. Председателем СТД Республики Коми являлась Галина Аркадьевна Микова, заслуженная артистка России, народная артистка Республики Коми, лауреат Государственной премии Республики Коми. Для деятельности республиканского театрального союза в этот период стало традицией проведение вечеров «Памяти друга», капустников, поэтических вечеров, субботников на кладбище. Большое внимание СТД Республики стал уделять развитию национальной драматургии, обучению театральных критиков, сценографов, поддержке ветеранов сцены. По инициативе СТД Республики Коми создана Государственная премия имени И.И. Аврамова. Возобновлена практика поощрения за лучшие творческие работы по результатам театрального конкурса и за активную общественную работу.

## Председатель Союза театральных деятелей РК с 2010 г. - Л.В. Иванова
15 ноября 2010 года СТД Республики Коми возглавила Лариса Валерьевна Иванова, режиссёр театра «Фантастическая реальность»